# Нацеславиці
Нацеславиці (пол. Nacesławice) — село в Польщі, у гміні Блашки Серадзького повіту Лодзинського воєводства.
Населення — 340 осіб (2011).
У 1975-1998 роках село належало до Серадзького воєводства.

## Демографія
Демографічна структура станом на 31 березня 2011 року:
|          | Загалом | Допрацездатний вік | Працездатний вік | Постпрацездатний вік |
| -------- | ------- | ------------------ | ---------------- | -------------------- |
| Чоловіки | 176     | 36                 | 121              | 19                   |
| Жінки    | 164     | 42                 | 86               | 36                   |
| Разом    | 340     | 78                 | 207              | 55                   |